# Залинейный
Залинейный (бел. Заліне́йны) — посёлок в Поколюбичском сельсовете Гомельского района Гомельской области Беларуси.

## География

### Расположение
В 1 км на север от Гомеля, 4 км от железнодорожной станции Гомель.

## Транспортная сеть
Транспортные связи по автодорогам, которые отходят от Гомеля. Деревянные усадьбы, расположенные около железной дороги.

## История
Основан в 1968 году как посёлок совхоза «Конезавод № 59». Название посёлка утверждено Указом Президиума Верховного Совета БССР от 21 января 1969 года.

## Население

### Численность
- 2004 год — 7 хозяйств, 18 жителей.

### Динамика
- 2004 год — 7 хозяйств, 18 жителей.